# كرسي نوادي

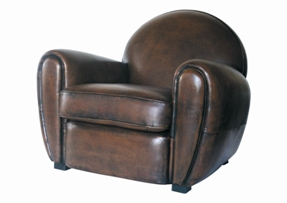
كرسي وادي دائري بني.

كرسي النادي أو النوادي هو نوع من الكراسي بذراعين يكون مغطى بالجلد. أنشئ صنع في فرنسا . قبل أن تصبح معروفة باسمها الحالي ، ظهر الكرسي أول مرة باسم الكرسي المريح، fauteuil confortable.

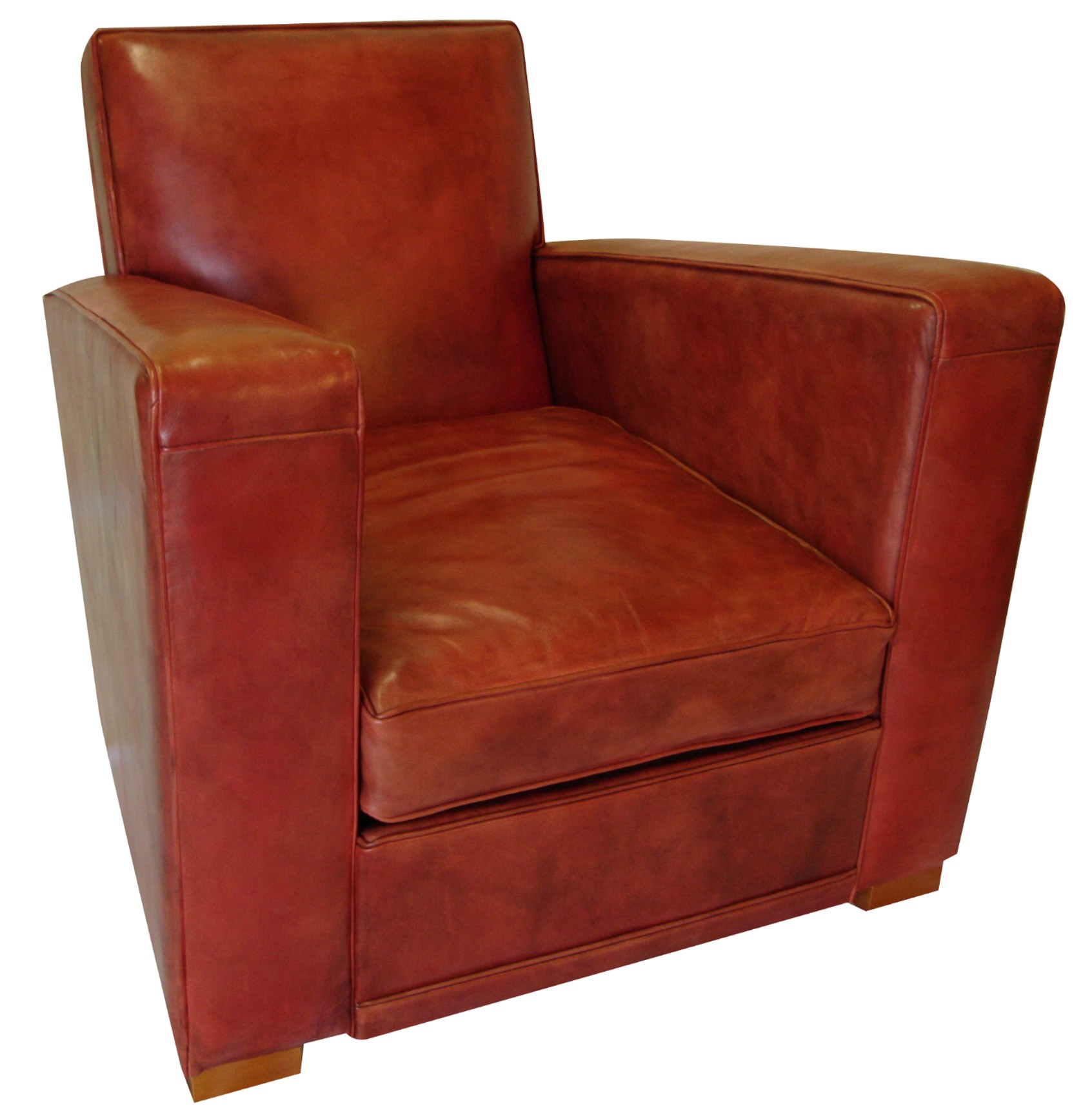